# Shinjuku
Shinjuku (tiếng Nhật: 新宿区) là một trong 23 khu đặc biệt đồng thời được coi là trung tâm hành chính của Tokyo bởi vì tòa nhà chính quyền thủ đô Tokyo đóng tại đây. Shinjuku còn là một khu thương mại sầm uất bậc nhất ở Tokyo, đặc biệt là khu vực quanh ga Shinjuku, nơi được mệnh danh là "hố đen tiêu dùng".

## Vị trí địa lý
Shinjuku ở vị trí trung tâm của vùng 23 khu đặc biệt của Tokyo. Nó giáp với Chiyoda ở phía Đông, Bunkyo và Toshima ở phía Bắc, Nakano ở phía Tây, và Shibuya, Minato ở phía Nam.

## Lịch sử
Thời Edo, vùng đất là Shinjuku ngày nay nằm ngay sát thành Edo, do đó nó đã trở thành một khu vực có nền văn hóa phát triển. Nhiều đền chùa đã được xây dựng ở Yotsuya của Shinjuku. Shinjuku bắt đầu phát triển với hình dạng như hiện nay từ sau Đại thảm họa động đất Kantō 1923. Tây Shinjuku, nơi bị động đất tàn phá nặng nề về sau được xây dựng lại với những tòa nhà chọc trời. Chiến dịch oanh tạc Tokyo của không quân Mỹ trong Chiến tranh thế giới thứ hai đã phá hủy khoảng 90% các công trình kiến trúc trong và xung quanh ga Shinjuku. Shinjuku hiện đại chính thức được thành lập vào ngày 15 tháng 3 năm 1947 trên cơ sở sáp nhập ba khu Yotsuya, Ushigome và Yodobashi với nhau.

## Hành chính
Giống như các khu đặc biệt khác của Tokyo, Shinjuku là một đơn vị hành chính cấp hạt và là một thành phố. Dưới nó không còn một đơn vị hành chính đầy đủ nào. Thị trưởng Shinjuku được bầu ra bằng hình thức phổ thông đầu phiếu trực tiếp.

## Giao thông
Shinjuku là một đầu mối giao thông bận rộn. Ga Shinjuku mỗi ngày phục vụ khoảng 3 triệu lượt hành khách. Nó là ga đường sắt tấp nập nhất thế giới. Đường cao tốc Shuto và quốc lộ 20 của Nhật Bản chạy qua Shinjuku.

## Giáo dục
Trên địa bàn của Shinjuku có một số cơ sở của các trường đại học danh tiếng như Đại học Chuo, Đại học Keio, Đại học Khoa học Tokyo, Đại học Waseda và Đại học Sophia.

## Ảnh

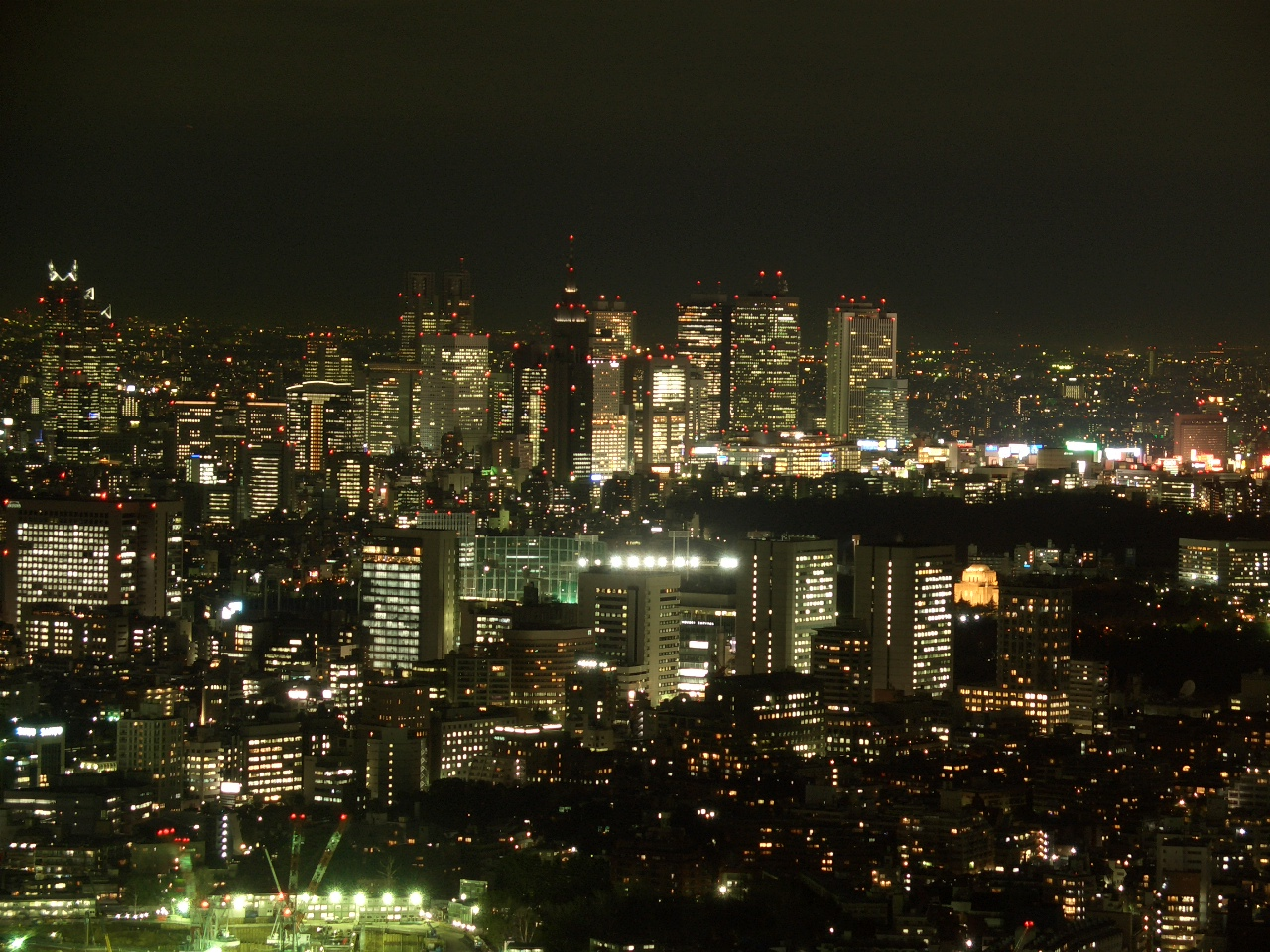
Các tòa nhà chọc trời của Shinjuku trong đêm
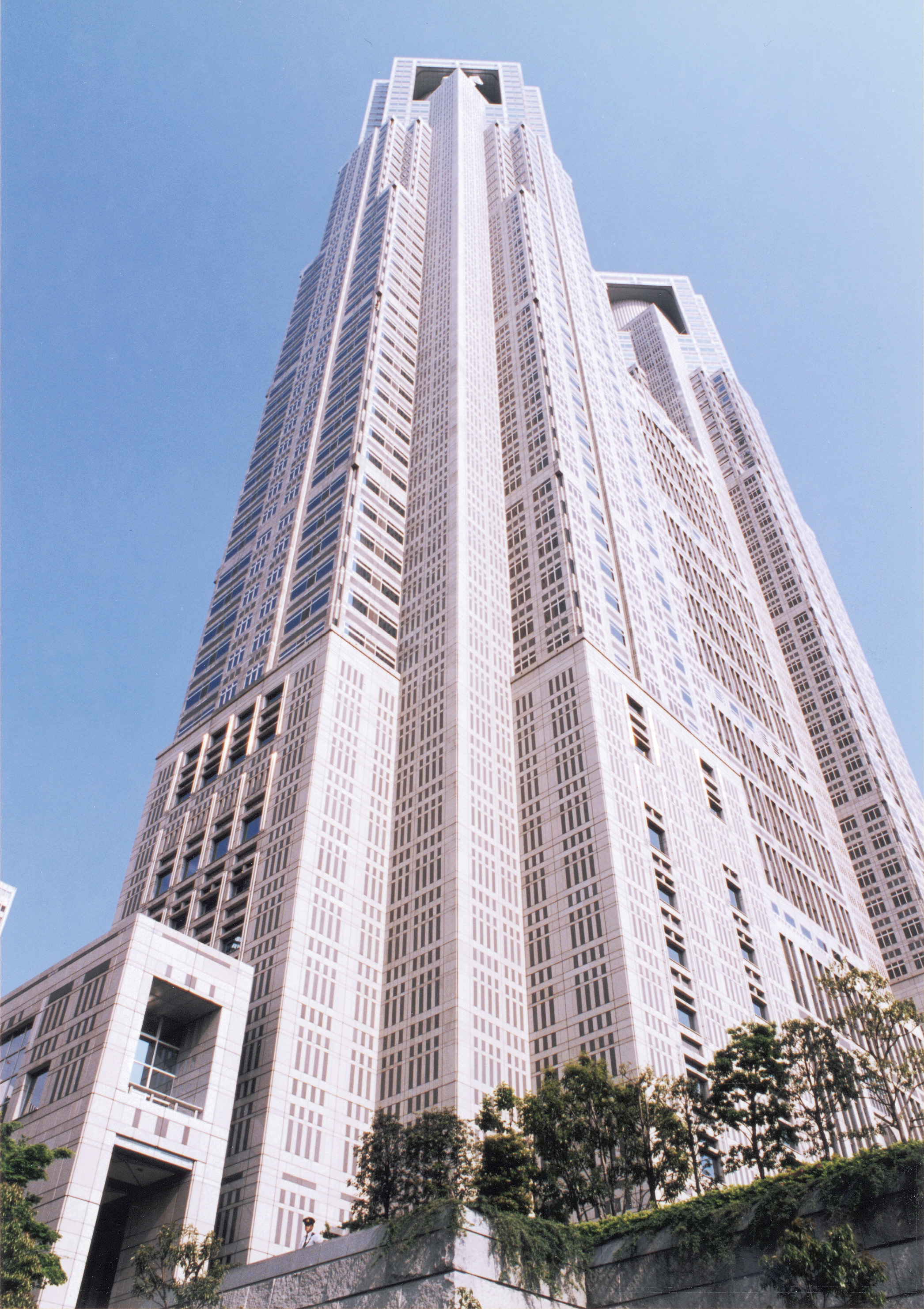
Tòa nhà chính quyền thủ đô Tokyo